# Resinatura
La resinatura è un trattamento superficiale che serve a proteggere adesivi, etichette e gadget e a dare loro un effetto tridimensionale (3D).

## Procedimento
La resinatura si ottiene utilizzando una resina poliuretanica: può avvenire manualmente, utilizzando una pistola ricaricabile con cartucce che contengono la resina, o automaticamente, con impianti industriali per la produzione di quantitativi elevati.
Lo spessore dato dalla resinatura contribuisce a creare l'effetto tridimensionale, esaltando la brillantezza e l'uso espressivo dei colori.
La resinatura aumenta la resistenza alle intemperie e ai raggi UV e aumenta la resistenza degli adesivi all'abrasione.

## Prodotti
Tanti prodotti con adesivi resinati si trovano nel settore dell'oggettistica: penne, porta chiavi, articoli di premiazione. Per poter resinare l'adesivo, deve essere prodotto in pvc bianco, oppure poliestere bianco, argento o oro.
Il materiale adesivo esiste per stampanti a getto d'inchiostro a base acqua (dye) e a base solvente.